# Rivula erebina
Rivula erebina är en fjärilsart som beskrevs av George Francis Hampson 1926. Rivula erebina ingår i släktet Rivula och familjen nattflyn. Inga underarter finns listade.